# 逾越節三日慶典

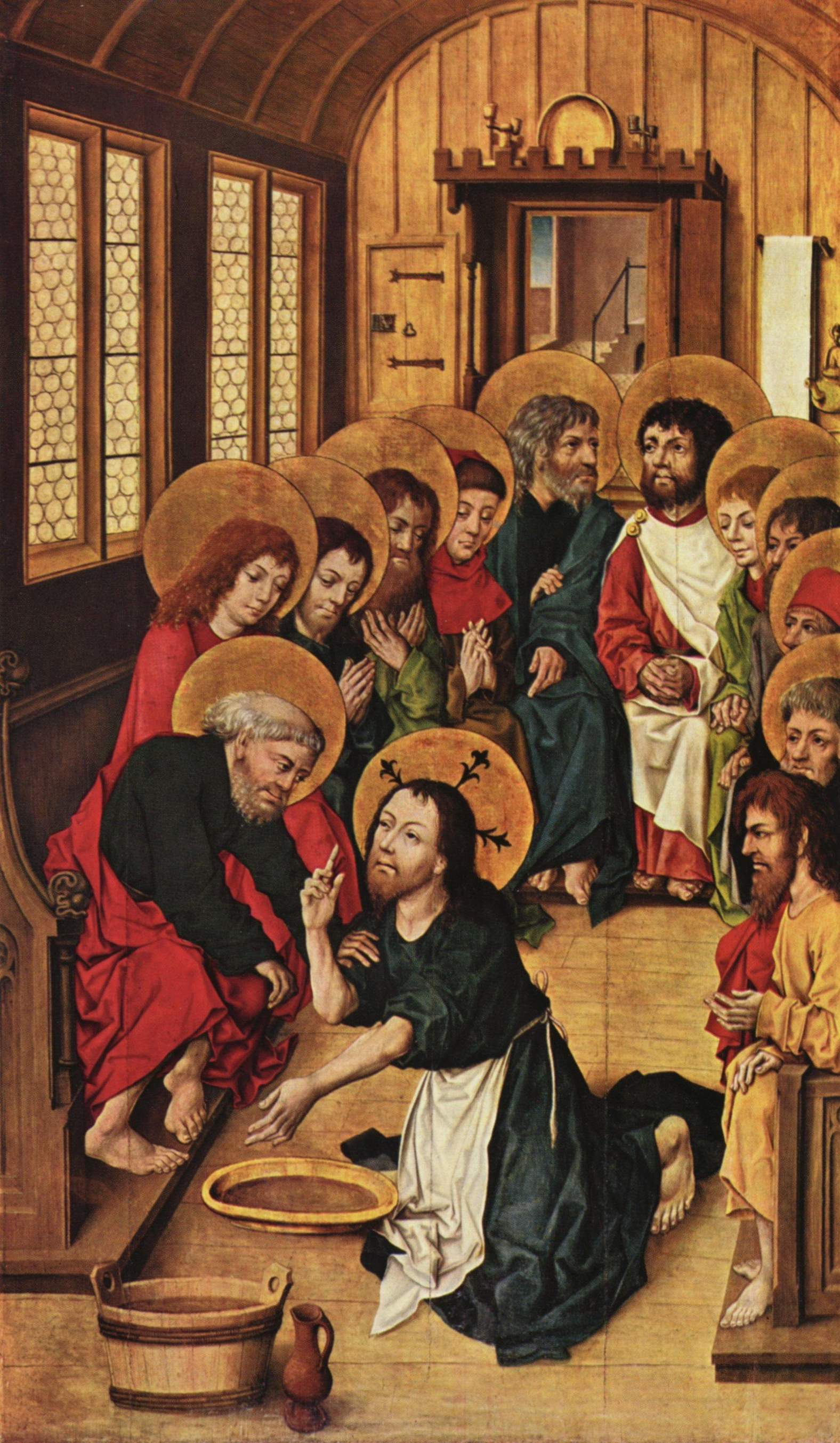
「基督為門徒洗腳」Meister des Hausbuches1475年作（柏林畫廊）

逾越節三日慶典是基督教教會年曆的一個節期，從聖週星期四（基督受難日守夜禮）開始，至復活主日的晚禱結束。基督徒以這個節期紀念福音書中記載的耶穌基督的受難、被葬和復活，因而被天主教會視為基督徒禮儀生活的高峰。
在天主教會，自從教宗庇護十二世的1955年禮儀改革以來，逾越節三日慶典（包括復活主日）成為一個獨立的禮儀節期，不再是四旬期（又稱大齋期、預苦期）的一部份。改革之後的禮儀比改革前推延了十二小時。1955年之前，主的晚餐彌撒和復活節守夜禮都是在星期四和星期六的早上舉行，而聖週和四旬期是在復活主日前完結。主的晚餐彌撒的《光榮頌》後，教會鐘鈴會寂靜，管風琴也不會使用。天主教會禁止信徒在逾越三日慶典期間結婚，如同四旬期一樣。信義宗同樣呼籲信徒不要在聖週和三日慶典期間結婚。

## 聖週星期四
聖週星期四（又稱濯足節、誡命星期四、設立聖餐日）記念耶穌基督與門徒共晉最後晚餐，餐前為門徒洗腳。耶穌基督透過最後晚餐設立聖體聖事，吩咐門徒要記念他。
在天主教會，舉行主的晚餐彌撒期間，會在《光榮頌》時鳴響鐘鈴和以管風琴奏樂，然後鐘鈴和管風琴會停止使用，直至復活守夜禮的《光榮頌》才重新使用。講道後會舉行洗腳禮。彌撒以安奉祝聖聖體於聖體壇結束，教會鼓勵信徒瞻仰聖體，在午夜後則不宜有外在莊嚴。天主教會使用白色為主的晚餐彌撒的禮儀顏色。
1955年以前的羅馬禮中，主的晚餐彌撒沒有洗腳禮，洗腳禮在其後的一個儀式進行。彌撒以除設聖壇擺設結束，即把聖壇上（除聖體壇外）的所有擺設移除，但留下十字架和蠟燭。1955年的改革後，聖壇上的擺設會在彌撒後不設儀式移除。
在一些新教宗派，三日慶典以聖週星期四晚間的崇拜開始。信義宗使用的禮儀顏色是白色或紫色，聖公宗則使用白色，其他喀爾文派使用白色或金色。

## 基督受難日

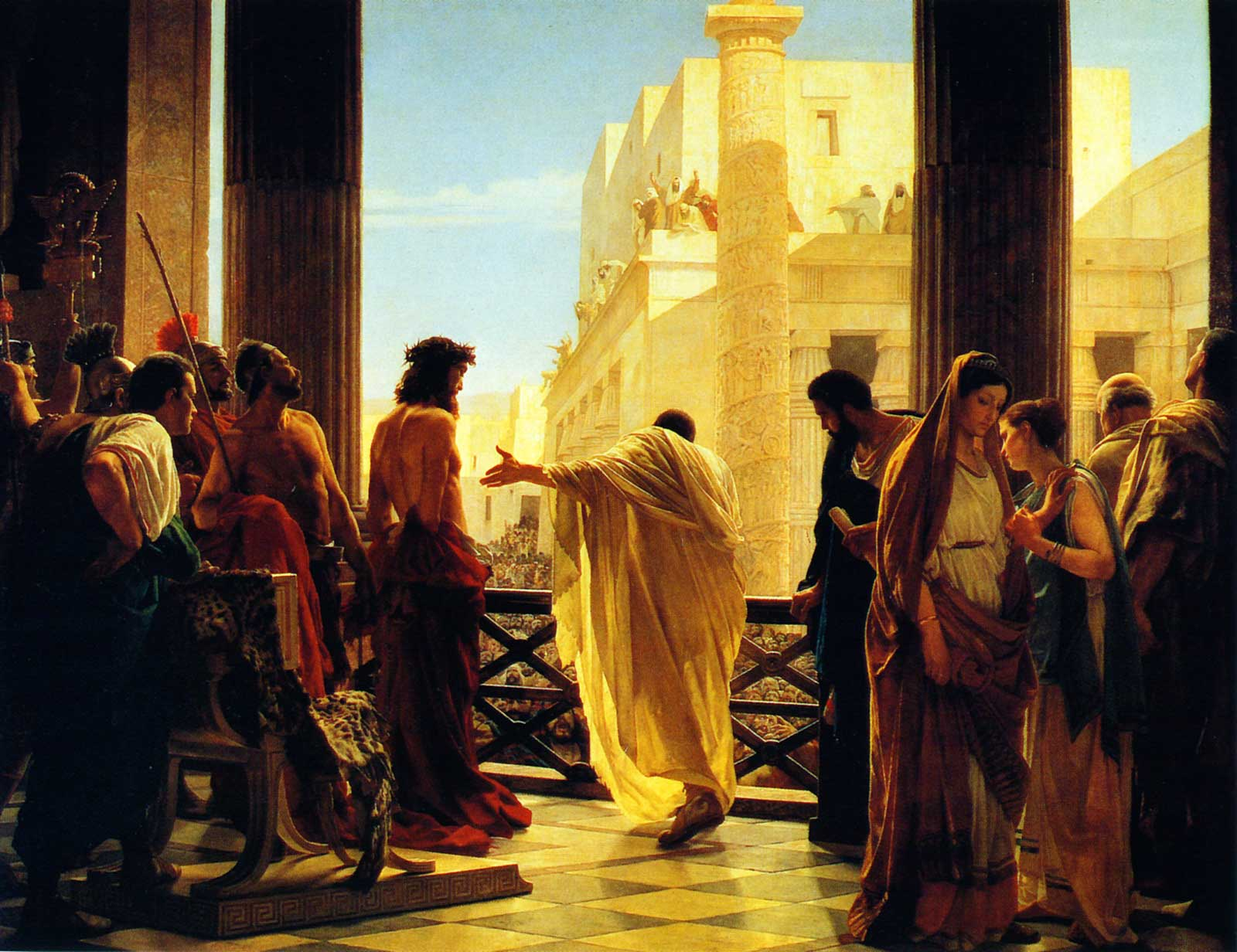
「試觀此人」Antonio Ciseri19世紀作

在基督受難日，基督徒回顧耶穌基督的受難和死亡。
在天主會、信義宗、聖公會，會展示一個十字架或十架苦像（不一定是在聖壇附近的那一個）。1955年之前，天主教會在受難日崇拜後，不設禮儀地展示苦像。
在天主教會，按照極古老的傳統，從這天直至逾越節守夜禮前，除了和好聖事及病人傅油聖事外，不舉行其他聖事。當天最重要的禮儀是「救主受難紀念」，但也適合舉行早禱、苦路及告解。在救主受難紀念禮儀中，司祭傳統地會在開始崇拜時俯伏在地向祭台致敬。基督受難日不舉行彌撒，故紀念救主受難時分發的聖體寶血是在前一日祝聖的。因此，這在1955年之前稱為「預先聖化彌撒」。天主教會也會按地方習俗，在四旬期的最後兩週將聖人畫像覆蓋，畫像的照明燈仍然亮著。也會將可移動的十架苦像藏起，將不可移動的十架苦像覆蓋，直至受難崇拜後。天主教徒通常會以親吻苦像上的耶穌的腳以表敬意。
在聖公宗，當日不唸祝聖禱文，而會分發保存的餅和酒。聖公會則通常使用十字架而非苦像，信徒也會觸摸或親吻十字架。
不同傳統使用不同的禮儀顏色裝置，包括；無顏色、紅色和黑色。天主教會以紅色象徵耶穌基督的寶血，但是1970年前的羅馬禮文書中，司祭穿著黑色袍，在領聖體時換上紫色袍。聖公宗崇拜使用黑色。在美國循道公會，受難日的顏色是黑色。

## 聖週星期六
聖週星期六記念耶穌基督在墳墓裏。
天主教會不會在日間舉行彌撒。在聖公宗崇拜中，聖週星期六不唸祝聖禱文，也不分發保存起來的餅酒，而會進行經課和禱告。

## 復活主日

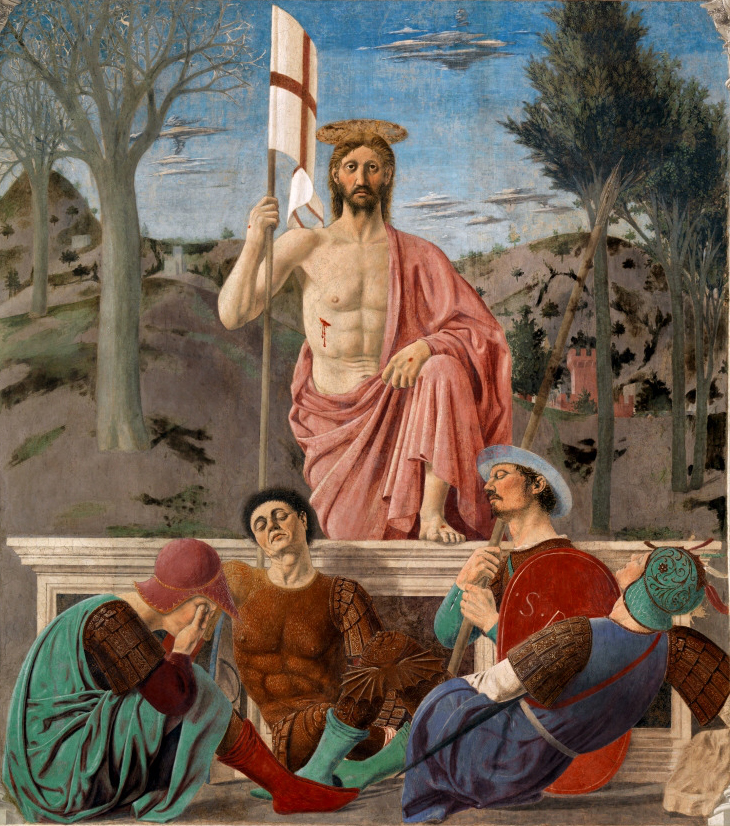
「基督復活」皮耶羅·德拉·弗朗切斯卡15世紀作

聖週星期六入夜後，或復活主日天亮前會舉行守夜禮，慶祝耶穌復活。天主教會和聖公宗的很多細節相同。
復活守夜禮開始時，舉行黑暗光明儀式。逾越蠟燭（象徵基督從死裏復活）以復活節新火燃點；莊嚴進堂禮以逾越蠟燭來到聖壇前；所有人進堂後，會進行復活節歡呼。
復活節歡呼後，所有人坐下，聆聽舊約聖經的七段經課和七首聖詠集，必須頌讀最少三段經課和相關詩篇，而其中必定包括《出谷紀》記載的第一次逾越節。經課的數目由司祭決定。這些經課自創世以來，回顧以色列人受奴役的歷史。聖公宗的崇拜經課可以從九段舊約經文中選取，最少選讀兩段，而必定包括以色列人渡過紅海。
天主教會舉行彌撒時，教堂鐘鈴和管風琴歷經兩日的寂靜後，會在《光榮頌》時重新響起。若燈光在開始時熄滅，則在《光榮頌》時亮起。祝聖時，會以逾越蠟燭祝福領洗池。誦讀福音前會頌唱大阿肋路亞，阿肋路亞自四旬期以來首次使用。
入門信徒完成訓練後接受入門聖事（聖洗聖事、堅振聖事、聖體聖事）。天主教會和聖公宗會在復活守夜禮舉行聖洗禮。
若果雕像和畫像在四旬期最後兩週覆蓋，則在復活守夜崇拜前不設儀式地展示。在1962年禮文，則在復活守夜彌撒的光榮頌時展示。
這日的禮儀顏色是白色，有時連同金色，很多堂區使用白色和黃色的鮮花。復活節彌撒在當日不停舉行，內容跟復活守夜禮相似。

## 外部連結
- Eighteen Questions on the Paschal Triduum （页面存档备份，存于）
- The Three Days (The United Methodist Church GBOD)[永久]